# 林忠順
林忠順，字逊肤，福建晉江縣人，清朝政治人物、同進士出身。
順治六年（1649年）己丑科進士。后擔任景寧縣知縣、新城縣知縣，著有《古雷篇诗文二集》。